# IMesh
iMesh era un software di file sharing che usava una rete P2P proprietaria e centralizzata (IM2Net), sviluppato dall'azienda statunitense iMesh, Inc. Nel 2009 è stato il terzo servizio musicale in abbonamento più popolare negli Stati Uniti.
Nato inizialmente come un client P2P che consentiva anche lo scambio illegale di file, iMesh è diventato poi il primo servizio P2P approvato dalla RIAA, consentendo agli utenti residenti negli Stati Uniti e in Canada di scaricare contenuti previa sottoscrizione di un abbonamento mensile o in alternativa di pagare per i singoli brani.

## Storia

### La causa con la RIAA
Il 18 settembre 2003 la RIAA citò in giudizio iMesh per aver favorito la violazione di copyright. iMesh giunse a un accordo 10 mesi dopo, il 20 luglio 2004. I termini dell'accordo erano che iMesh avrebbe dovuto risarcire loro 4,1 milioni di dollari, trasformando il software in un servizio legale a pagamento (iMesh 6.0); nel frattempo, avrebbe potuto continuare a operare normalmente. iMesh acconsentì a rendere disponibile il servizio per la fine del 2004, ma diventò operativo solo verso la fine del 2005 a causa di problemi tecnici. La nuova versione includeva anche funzionalità di rete sociale per connettersi con persone in base a nazionalità, età o gusti musicali e permetteva anche di accedere gratuitamente alla rete Gnutella per contenuti liberi o di artisti indipendenti.

### Chiusura
A settembre 2013 il servizio è stato violato e i dettagli di circa 50 milioni di account rubati. I dati includevano e-mail, indirizzi IP, nomi utente e hash MD5 con salt delle password. Nel 2016 tali informazioni sono state messe in vendita nella darknet.
Il 9 giugno 2016 iMesh ha interrotto il servizio senza alcun preavviso. La pagina di supporto indicava come causa i cambiamenti dell'industria musicale.

## Aspetti legali
Dopo il rilancio, iMesh veniva pubblicizzato come un client P2P 100% legale, e riconosciuto come tale dalla RIAA. Questo perché i download attraverso il client erano limitati a un database selezionato di 15 milioni di canzoni e video con licenza.
Dalla versione 6 del client iMesh, infatti, il software era in grado di rilevare i tentativi di scaricare materiale protetto da copyright e di bloccarne il trasferimento, facendo uso dell'acoustic fingerprinting, fornito da Audible Magic.
Fu raggiunto un accordo anche con la MPAA. File video di dimensioni superiori a 50 MB e più lunghi di 15 minuti non sarebbero più potuti essere condivisi nella rete iMesh, impedendo la condivisione di filmati più lunghi, come i film.

## Caratteristiche
Per avviare una ricerca bastava inserire una parola chiave o anche file inerenti a una determinata categoria. iMesh analizzava il computer di altri utenti che lo avevano installato per la ricerca dei file.
iMesh era anche dotato di accorgimenti di sicurezza come: 
- potere di specificare la cartella o le cartelle alle quali gli altri utenti iMesh potevano accedere;
- protezione con password scelta dall'utente.